# Daniel Sepec
Daniel Sepec (* 1965 in Frankfurt am Main) ist ein deutscher Geiger.

## Leben
Sepec studierte in Frankfurt bei Dieter Vorholz und in Wien bei Gerhard Schulz und besuchte Meisterkurse bei Sandor Végh und beim Alban Berg Quartett. Seit 1993 ist er Konzertmeister der Deutschen Kammerphilharmonie Bremen, mit der er unter Dirigenten wie Daniel Harding, Thomas Hengelbrock, Frans Brüggen und Trevor Pinnock, aber auch in eigener Leitung auftrat. Mit dem Ensemble spielte er, auch als musikalischer Leiter, zwei CDs mit Werken von Johann Sebastian Bach sowie Antonio Vivaldis Vier Jahreszeiten ein. 
Als Gast-Konzertmeister trat er u. a. mit dem Chamber Orchestra of Europe (u. a. mit Claudio Abbado), der Camerata Salzburg und dem Ensemble Oriol Berlin auf, als Solist mit der Academy of Ancient Music unter Christopher Hogwood, dem Orchester Wiener Akademie unter Martin Haselböck und dem Orchestre des Champs-Elysées unter Philippe Herreweghe. Außerdem ist er regelmäßig Konzertmeister in Thomas Hengelbrocks Balthasar-Neumann-Ensemble. Für seine Aufnahme der Rosenkranz-Sonaten von Heinrich Ignaz Franz Biber erhielt er 2011 einen Jahrespreis der deutschen Schallplattenkritik. Mit dem Pianisten Andreas Staier spielte er die Violinsonaten Ludwig van Beethovens auf dem Originalinstrument des Komponisten ein.
Als Kammermusiker ist Sepec seit 1995 regelmäßiger Gast der Schubertiade Hohenems. Im selben Jahr gründete er ein Trio mit dem Flötisten Eugen Bertel und dem Gitarristen Alexander Swete. Mit dem Pianisten Andreas Staier und dem Cellisten Jean-Guihen Queyras gründete er 2003 ein Klaviertrio, mit dem er Werke des klassischen Wiener Repertoires spielt. Mit Antje Weithaas, Tabea Zimmermann und Jean-Guihen Queyras bildet er seit 2004 das Arcanto-Quartett.
Von 2010 bis 2014 war Sepec Professor an der Hochschule für Musik Basel, danach erhielt er eine Professur an der Musikhochschule Lübeck.